# 3827 Zdeněkhorský
3827 Zdeněkhorský eller 1986 VU är en asteroid i huvudbältet som upptäcktes den 3 november 1986 av den tjeckiske astronomen Antonín Mrkos vid Kleť-observatoriet i Tjeckien. Den är uppkallad efter Zdeněk Horský.
Asteroiden har en diameter på ungefär 11 kilometer och den tillhör asteroidgruppen Nemesis.